# درة تشة (عباس الغربي)
درة تشة (بالفارسية: دره‌چه) هي منطقة سكنية تقع في إيران في قسم عباس الغربي الريفي. يقدر عدد سكانها بـ 55 نسمة .